# 38203 Sanner
38203 Sanner è un asteroide della fascia principale. Scoperto nel 1999, presenta un'orbita caratterizzata da un semiasse maggiore pari a 2,5305785 UA e da un'eccentricità di 0,1232244, inclinata di 5,91046° rispetto all'eclittica.